# دمیرل
دمیرل (به انگلیسی: Demirel) یک نام خانوادگی ترکی به معنی دست آهنین است. افراد سرشناس با این نام از این قرارند:
- نظمیه دمیرل، نهمین بانوی اول ترکیه و همسر سلیمان دمیرل نهمین رئیس‌جمهور ترکیه
- سلیمان دمیرل، سیاست‌مدار اهل ترکیه و عضو حزب دموکرات ترکیه
- ولکان دمیرل، بازیکن فوتبال اهل ترکیه
- اوزلم دمیرل، سیاستمدار ترکیه‌ای-آلمانی کردتبار
- فوسون دمیرل، هنرپیشه اهل ترکیه